# Бруно Фратус
Бруно Жузепе Фратус (порт. Bruno Giuseppe Fratus; Макае, 30. јун 1989) бразилски је пливач чија специјалност је пливање слободним стилом. Двоструки је бразилски олимпијац, национални првак и освајач медаља на светским првенствима. 

## Каријера
На међународној сцени Фратус је дебитовао 2010. на Панпацифичком првенству у Калифорнији где је и остварио први значајнији резултат у каријери, 4. место у трци на 50 слободно са временом од 21,93 секунди. На дупло дужој деоници заузео је тек 25. место. Годину дана касније дебитовао је и на светском првенству у кинеском Шангају где је у полуфиналу трке на 50 слободно испливао најбрже време (21,76 секунди), али је у финалу био тек пети. Три месеца касније на Панамеричким играма у мексичкој Гвадалахари освојио је три медаље, два злата у штафетама на 4×100 слободно и 4×100 мешовито, и сребро на 50 слободно. 
На олимпијским играма дебитовао је у Лондону 2012. где се пласирао у финале трке на 50 слободно у ком је заузео 4. место са резултатом 21,61 секунди, свега 0,02 секунде спорије од сународника Сезара Сијела који је освојио бронзану медаљу. Пливао је и у штафети 4×100 слободно која је у квалификацијама била на деветом месту. 
У мају 2013. подвргнуо се операцији десног рамена због које је пропустио целу ту сезону, а у базен се успешно вратио током 2014. на Јужноамеричким играма где је освојио злато у трци на 50 метара слободно са новим рекордом такмичења (22,12 секунди). Пар месеци касније на Панпацифичком првенству у Гоулд Коусту освојио је злато на 50 слободно и бронзу у штафети 4×100 слободно. 
На светском првенству у Казању 2015. освојио је бронзану медаљу у трци на 50 слободно, што је била његова прва медаља освојена на светским првенствима.
Иако је на ЛОИ 2016. у Рију Фратус био један од главних фаворита за медаљу у трци на 50 слободно, међутим у финалу те дисциплине испливао је време од скромних 21,79 секунди што је било довољно тек за 6. место.
На светском првенству у Будимпешти 2017. Фратус је пливао у три дисциплине. У трци на 50 слободно освојио је сребрну медаљу с временом 21,27 секунди (његов најбољи резултат у каријери). Сребро је освојио и у штафети 4×100 слободно, а резултат од 3:10,34 који су Бразилци испливали у финалу био је уједно и нови јужноамерички рекорд, а пливао је и у квалификацијама штафете 4×100 мешовито.